# That Don't Impress Me Much
"That Don't Impress Me Much" er en sang af den canadiske sanger Shania Twain. Den blev udgivet i december 1998 som den sjette single fra hendes tredje studiealbum, Come On Over (1997). Det var den tredje single som blev udgivet til pop-kanaler og den fjerde til internationale markeder. Sangen blev skrevet af Robert John "Mutt" Lange og Twain, og blev oprindeligt udgivet til nordamerikanske country radiostioner i slutningen i 1998. Det blev hendes tredje største hit på Billboard Hot 100 og er en af Twains største hits på verdensplan. "That Don't Impress Me Much" var med i både Come On Over- og Up!-turneen. Country-versionen blev fremført på Come on Over Tour og dance-versionen på Up! Tour. "That Don't Impress Me Much" blev udnævnt som "Årets Udenlandske Hit" ved Danish Music Awards i 2000.
Der blev lavet et dancepop-remix af sangen, som blev brugt som den officielle sang til 2003 CONCACAF Gold Cup. Den blev senere inkluderet på Twains Greatest Hits-album fra 2004.

## Spor
- Australsk CD single

1. "That Don't Impress Me Much" (Dance Mix) – 4:43
2. "From This Moment On" (Tempo Mix) – 4:03
3. "From This Moment On" (Dance Mix) – 6:22
4. "Honey, I'm Home" (Live/Direct TV Mix) – 3:46

- Australsk CD maxi single

1. "That Don't Impress Me Much" (Dance Mix) – 4:43
2. "(If You're Not in It for Love) I'm Outta Here!" (Live/Direct TV Mix) – 7:03
3. Medley: "Home Ain't where His Heart Is (Anymore)/The Woman in Me/You've Got a Way" (Live/Direct TV Mix) – 7:25
4. "Love Gets Me Every Time" (Dance Mix) – 4:42
5. "Don't Be Stupid (You Know I Love You)" (Extended Dance Mix) – 4:44

- Europæisk CD single

1. "That Don't Impress Me Much" (Dance Mix Edit) – 3:59
2. "From This Moment On" (Tempo Mix) – 4:03

- Europæisk CD maxi single

1. "That Don't Impress Me Much" (Dance Mix Edit) – 3:59
2. "From This Moment On" (Tempo Mix) – 4:03
3. "From This Moment On" (Dance Mix) – 6:22
4. "Honey, I'm Home" (Live/Direct TV Mix) – 3:46

- Fransk CD single

1. "That Don't Impress Me Much" (Dance Mix Edit) – 3:59
2. "Man! I Feel Like a Woman!" – 3:53

- UK CD single CD1

1. "That Don't Impress Me Much" (Dance Mix Edit) – 3:59
2. "From This Moment On" (Tempo Mix) – 4:03
3. "From This Moment On" (Solo Vocal/Remix) – 3:46

- UK CD single CD2

1. "That Don't Impress Me Much" – 3:38
2. "You're Still the One" – 3:34
3. Medley: "Home Ain't where His Heart Is (Anymore)/The Woman in Me/You've Got a Way" (Live/Direct TV Mix) – 7:25
4. "That Don't Impress Me Much" (Video) – 3:49

- US CD Single

1. "That Don't Impress Me Much" (Remix #1) – 3:59
2. "That Don't Impress Me Much" (Remix #2) – 3:40

## Officielle versioner
- Albumversion — 3:38
- Original International Version — 3:38
- Remix #2 — 3:38
- Dance Mix (India Mix/Remix #3) — 4:43
- Dance Mix Edit (UK Dance Mix/Remix #1/US International Version) — 3:59
- Southeast Asia Mix — 3:26
- Greatest Hits Version — 4:28
- Live from Dallas — 3:45
- Live from Still the One: Live from Vegas — 3:51

## Personnel
- Paul Franklin – Steel guitar
- Brent Mason – elektrisk guitarsolo
- Bill Watson – rytmeguitar, akustisk guitar
- Paul Leim – trommer, koklokke
- Joe Chemay – elbas

## Hitlister
| Hitlister (1998–2000)                            | Højeste placering |
| ------------------------------------------------ | ----------------- |
| Australien (ARIA)                                | 2                 |
| Østrig (Ö3 Austria Top 40)                       | 3                 |
| Belgien (Ultratop 50 Flanderen)                  | 1                 |
| Belgien (Ultratop 50 Vallonien)                  | 13                |
| Canada Top Singles (RPM)                         | 5                 |
| Canada Adult Contemporary (RPM)                  | 6                 |
| Canada Countrysange (RPM)                        | 2                 |
| Canada (Canadian Singles Chart)                  | 8                 |
| Canada (BDS Airplay Top 40)                      | 2                 |
| Denmark (Tracklisten)                            | 4                 |
| Europe (European Hot 100 Singles)                | 5                 |
| Finland (Suomen virallinen lista)                | 3                 |
| Frankrig (SNEP)                                  | 12                |
| Tyskland (Official German Charts)                | 8                 |
| Irland (IRMA)                                    | 1                 |
| Italy (FIMI)                                     | 11                |
| Italy (Hit Parade)                               | 12                |
| Holland (Dutch Top 40)                           | 2                 |
| Holland (Single Top 100)                         | 2                 |
| New Zealand (RIANZ)                              | 1                 |
| Norge (VG-lista)                                 | 1                 |
| Skotland (Official Charts Company)               | 1                 |
| Spanien (PROMUSICAE)                             | 9                 |
| Sverige (Sverigetopplistan)                      | 3                 |
| Schweiz (Schweizer Hitparade)                    | 6                 |
| Storbritannien Singles (Official Charts Company) | 3                 |
| USA Billboard Hot 100                            | 7                 |
| USA Adult Contemporary (Billboard)               | 8                 |
| USA Adult Top 40 (Billboard)                     | 6                 |
| USA Hot Country Songs (Billboard)                | 8                 |
| USA Mainstream Top 40 (Billboard)                | 5                 |
| US Top 40 Tracks (Billboard)                     | 5                 |

| Hitliste (1999)                      | Placering |
| ------------------------------------ | --------- |
| Australia (ARIA)                     | 8         |
| Austria (Ö3 Austria Top 40)          | 29        |
| Belgium (Ultratop 50 Flanders)       | 14        |
| Belgium (Ultratop 50 Wallonia)       | 49        |
| Canada Top Singles (RPM)             | 24        |
| Canada Adult Contemporary (RPM)      | 49        |
| Canada Country Tracks (RPM)          | 27        |
| Germany (Official German Charts)     | 34        |
| Italy (Hit Parade)                   | 35        |
| Netherlands (Dutch Top 40)           | 13        |
| Netherlands (Single Top 100)         | 25        |
| New Zealand (Recorded Music NZ)      | 38        |
| Sweden (Sverigetopplistan)           | 15        |
| Switzerland (Schweizer Hitparade)    | 30        |
| UK Singles (Official Charts Company) | 7         |
| US Billboard Hot 100                 | 32        |
| US Adult Contemporary (Billboard)    | 22        |
| US Adult Top 40 (Billboard)          | 25        |
| Hot Country Songs (Billboard)        | 53        |
| Hitliste (2000)                      | Placering |
| France (SNEP)                        | 41        |

| Hitliste (1990–99)         | Placering |
| -------------------------- | --------- |
| Netherlands (Dutch Top 40) | 115       |